# Javier Olivares (historietista)
José Javier Olivares Conde, conocido como Javier Olivares, es un ilustrador e historietista nacido en Madrid en 1964.
Sus primeros trabajos aparecieron en la revista Madriz en los años 80. Desde entonces ha colaborado en numerosas revistas como Medios revueltos, Rolling Stone, Quo, El Economista, Nosotros somos los muertos, Idiota y diminuto, el suplemento El País Semanal y el diario El Mundo y ha ilustrado numerosos libros de texto, cuentos y novelas.
En el 2015 obtuvo, junto al guionista Santiago García, el premio nacional del cómic por la novela gráfica Las meninas, obra por la que también obtuvo el Premio a la Mejor obra de autor español publicada en España en el 33 Salón Internacional del Cómic de Barcelona, los premios a Mejor Dibujante y Mejor Obra Nacional en la XV Edición de los Premios de la Crítica y obtuvo una nominación en los Premios Eisner del año 2018 en la categoría de Mejor Edición Norteamericana de Material Internacional.

## Obra

### Historietística
- El segador de tus cosas (Camaleón Ediciones, 1995)
- Estados carenciales (Camaleón Ediciones / Malasombra Ediciones, 1997).
- Tiempo Muerto (El pregonero, 1999)
- La caja negra (Glénat, 2001)
- Cuentos de la estrella legumbre (Media Vaca, 2005)
- Astro, valiente explorador (Faktoria K, 2006)
- Las crónicas de Ono y Hop (Dibbuks, 2007)
- El extraño caso del doctor Jekyll y mister Hyde, con guion de Santiago García (SM, 2009)
- Las meninas, con guion de Santiago García (Astiberri, 2014)
- La cólera, con guion de Santiago García (Astiberri, 2020)
- Warburg & Beach, con guion de Jorge Carrión (Salamandra Graphic, 2021)

### De ilustración
- Los niños tontos de Ana María Matute (Media Vaca, 2000)
- El silencio se mueve de Fernando Marías (SM, 2010)
- Prisioneros de Zenda de Fernando Marías (SM, 2012).
- El perro de los Baskerville de Arthur Conan Doyle (Nórdica, 2011)
- Cuentos de Navidad de Charles Dickens (Mondadori, 2012)
- Lady Susan de Jane Austen (Nórdica, 2014)
- La llamada de lo salvaje de Jack London (Nórdica, 2016)
- Kulanjango de Gil Lewis (Barco de vapor, 2017)
- Treinta y tres son treinta y tres de Carlo Frabetti (Barco de vapor, 2018)